# Ophiacantha similis
Ophiacantha similis är en ormstjärneart som beskrevs av A.H. Clark 1916. Ophiacantha similis ingår i släktet Ophiacantha och familjen knotterormstjärnor. Inga underarter finns listade i Catalogue of Life.